# Ready Steady Who EP
Ready Steady Who, en EP av The Who utgiven endast i Storbritannien 1965 på Reaction Records. Det innehåller två originalskrivna låtar av Pete Townshend. Resten består av inte alltför seriösa inspelningar av surfklassikern "Bucket T." (en hit i Sverige 1967!), Batmanthemet och "Barabara Ann".

## Låtlista
Sida 1
1. "Disguises"  (Pete Townshend) – 3:10
2. "Circles (Instant Party)"  (Pete Townshend) – 2:27

Sida 2
1. "Batman"  (Neil Hefti) – 1:22
2. "Bucket T."  (Don Altfeld/Roger Christian/Dean Torrence) – 2:07
3. "Barbara Ann"  (Fred Fassert) – 1:59